# Diurideae
Diurideae é uma tribo de orquídeas (família Orchidaceae), composta, com poucas exceções, por espécies terrestres, presentes  principalmente no Sudeste Asiático, Japão, Nova Zelândia e Austrália onde ocorre a grande maioria das espécies, quase sempre em áreas restritas, frequentemente nos locais de climas mais amenos ou temperados. Não estão dispersas em grandes massas de terras contínuas, tratando-se portanto maiormente de espécies endêmicas.
Entre as Diurideae existem orquídeas com características extremamente diversas, tanto no que se refere à morfologia vegetativa como floral, às quais apresentam poucas qualidades em comum. As únicas características que todas apresentam são raízes ou caules tuberosos; flores usualmente com viscídio simples, polínias normalmente sem caudículos; e coluna sem asas apícais, constrita na base da antera.

## Publicação e sinônimos
- Diurideae (Lindl.) Endl, Mant. Bot., Suppl. 2:21 (1842).

Tipo: 
- Diuris Sm.

Sinônimos:
- Tribo Neottieae div. Diurideae Lindley, (1840)
- Tribo Neottieae subtribo Diurideae (Lindl.) Bentham & Hook.f. (1853)

## Taxonomia
Devido a variabilidade morfológica dos gêneros incluídos nesta tribo, desde sua criação houve diversas tentativas por Pfitzer (1882), Masnfield (1937 e 54), Dressler (1960 e 81), Brieger (1970), Szlachetko (1995), Clements (1995) e Jones (2001), entre outras, quanto à sua definição e circunscrição.
Em 2003, M.W.Chase et al. publicaram a mais recente revisão de Diurideae com base em genética molecular. Classificam Diurideae entre as quatro tribos da subfamília Orchidoideae. Neste trabalho incluem Diseae em Orchideae e Chloraeeae, Pterostylidinae e parte de Megastylidinae em Cranichideae. As classificações anteriores mormente baseadas exclusivamente na morfologia, não levaram em consideração a possibilidade de evolução convergente dos gêneros e espécies de modo que muitos estavam classificados erroneamente.

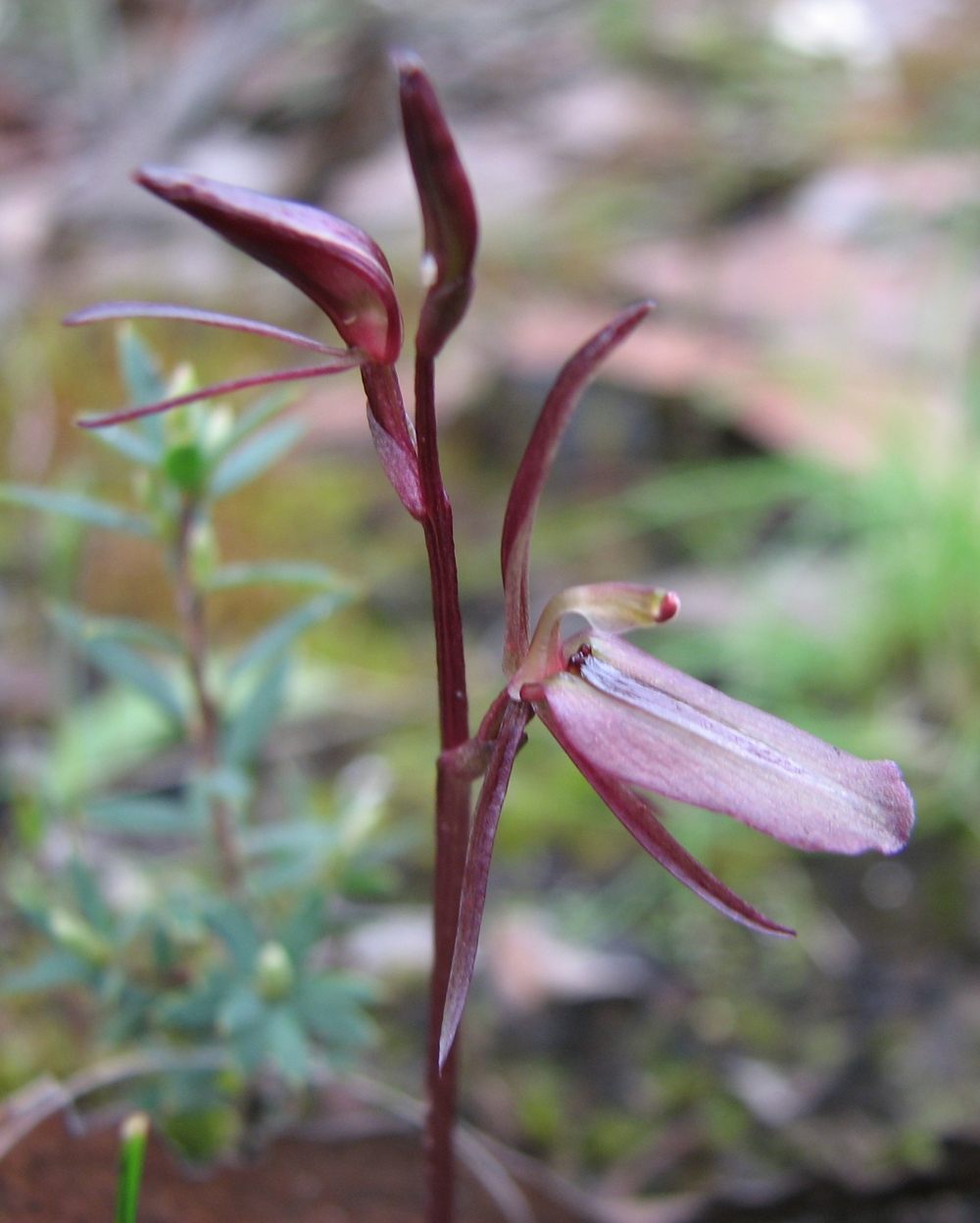
Cyrtostylis reniformis

Segundo os autores, Diurideae é composta por sete subtribos divididas em dois clados, um com três subtribos, Cryptostylidinae, Diuridineae e Thelymitrinae e o outro quatro, Acianthinae, Caladeniinae, Prasophyllinae e Rhizanthellinae. Este conceito substitui a classificação anterior em nove subtribos, publicada por Jones em 2001, uma vez que a circunscrição de Thelymitrinae foi ampliada para conter as subtribos Lyperanthinae, e Drakaeinae, bem como parte de Megastylidinae, cujos outros gêneros passaram a ser classificados na tribo Cranichideae.

### Subtribos
A presente classificação divide Diurideae em sete subtribos e 37 gêneros:

#### Acianthinae

Caladenia roei

Acianthinae é composta por 164 espécies anuais geralmente terrestres, divididas por quatro gêneros do sudeste asiático e ilhas do pacífico caracterizadas por raízes com tubérculos, caules geralmente com apenas uma folha basal e inflorescências comportando apenas uma flor com grandes sépalas dorsais e grande labelo fixo e imóvel ou com mais de uma flor por inflorescência, mas então com folha tão larga quanto longa e plana, com polínias amarelas. Gêneros:
- Corybas
- Stigmatodactylus
- Acianthus
- Cyrtostylis

#### Caladeniinae

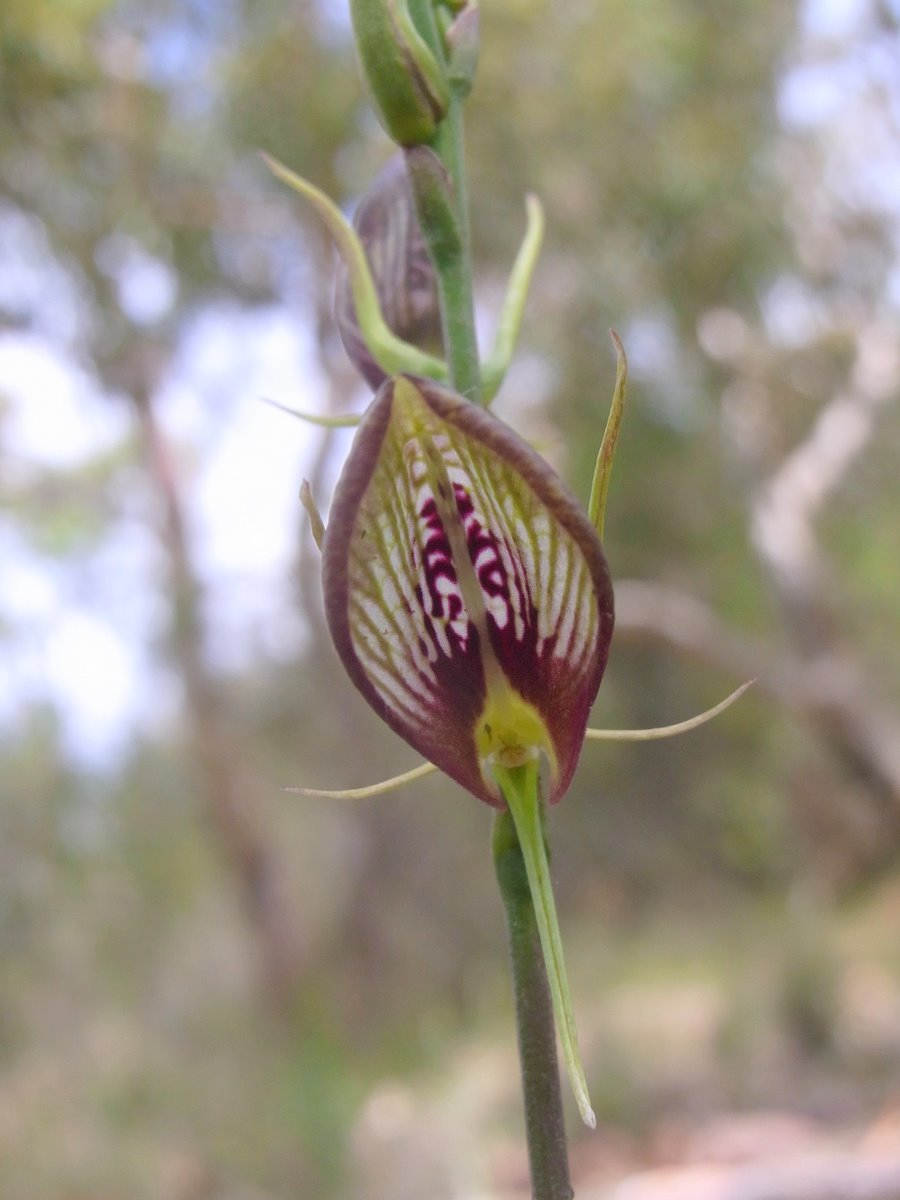
Cryptostylis erecta

Caladeniinae caracteriza-se por serem as únicas plantas, cerca de trezentas e quinze espécies, a apresentar ao mesmo tempo todas as seguintes qualidades: serem compostas por sistema subterrâneo quase sempre formado por raízes com tubérculos carnosos, e por parte aérea anual formada por caules e ou folhas e inflorescências, recobertos por tricomas de células basais intumescidas. Gêneros:
- Adenochilus
- Aporostylis
- Caladenia
- Cyanicula
- Elythranthera
- Ericksonella
- Eriochilus
- Glossodia
- Leptoceras
- Pheladenia
- Praecoxanthus

#### Cryptostylidinae

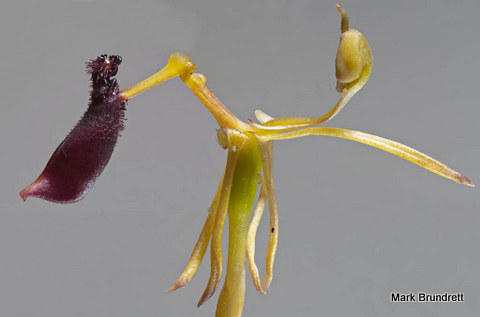
Drakaea thynniphila

Cryptostylidinae é composta por apenas vinte e quatro espécies, divididas por dois gêneros, um deles uni-específico, que caracterizam-se por serem as únicas plantas da tribo Diurideae cujas flores não ressupinam e tem o labelo fixo e imóvel. Gêneros:
- Coilochilus
- Cryptostylis

#### Diuridinae

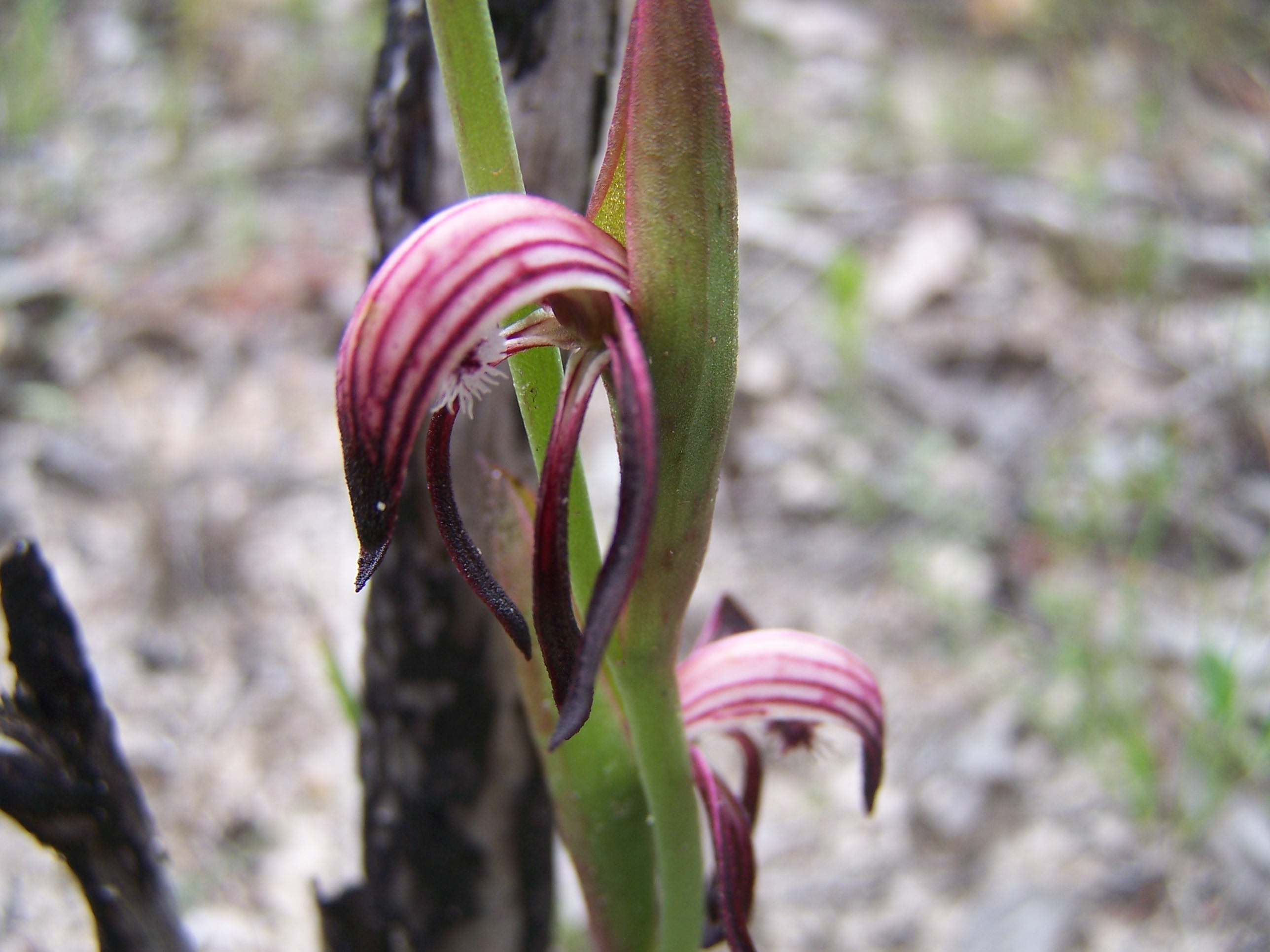
Pyrorchis nigricans

Diuridinae é formada por plantas de sistema subterrâneo formado por raízes e tubérculos carnosos, e por sistema aéreo composto por caules, folhas e inflorescências, glabros ou raro recobertos por tricomas sem células basais intumescidas, e flores em cuja coluna o rostelo é praticamente livre. São cerca de setenta e três espécies divididas por dois gêneros:
- Diuris
- Orthoceras

#### Prasophyllinae

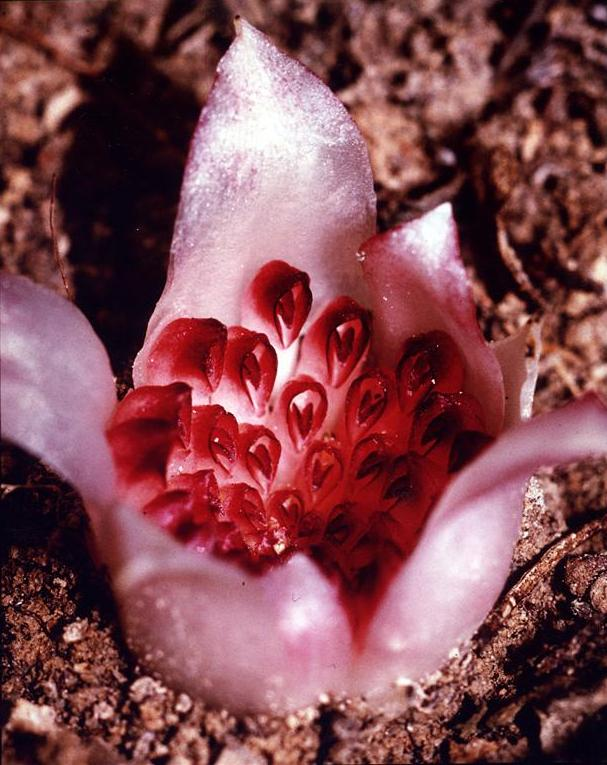
Rhizanthella gardneri

Prasophyllinae é formada por plantas de sistema subterrâneo formado por raízes e tubérculos carnosos, e por sistema aéreo composto por caules curtos, uma folha cilíndrica caduca basal; e inflorescências glabras ou raro recobertos por tricomas sem células basais intumescidas, de flores em cuja coluna o rostelo é fundido, as polínias são amarelas, e de labelo é marcadamente diferente das pétalas e sépalas. São cerca de cento e noventa e sete espécies divididas por três gêneros:
- Genoplesium
- Microtis
- Prasophyllum

#### Rhizanthellinae

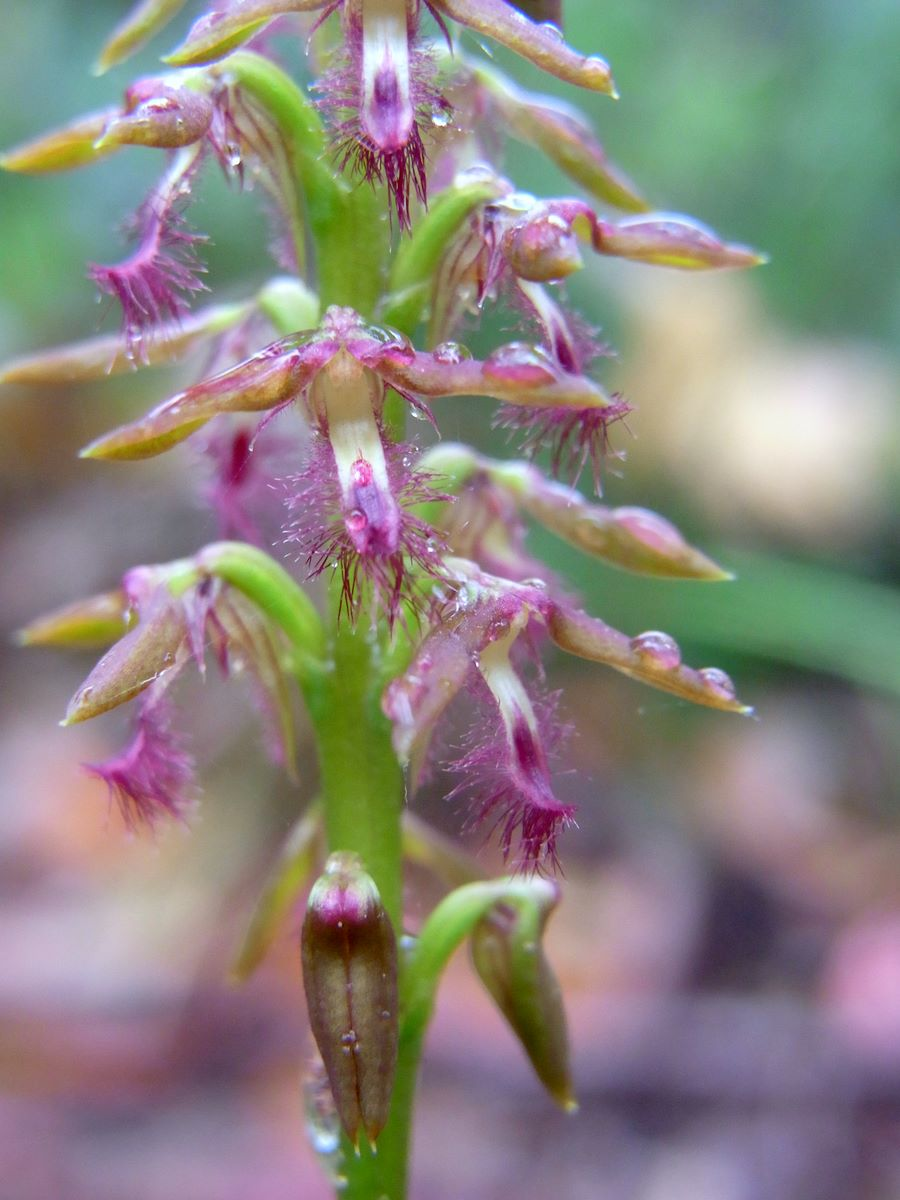
Genoplesium fimbriatum

- Rhizanthella

#### Thelymitrinae

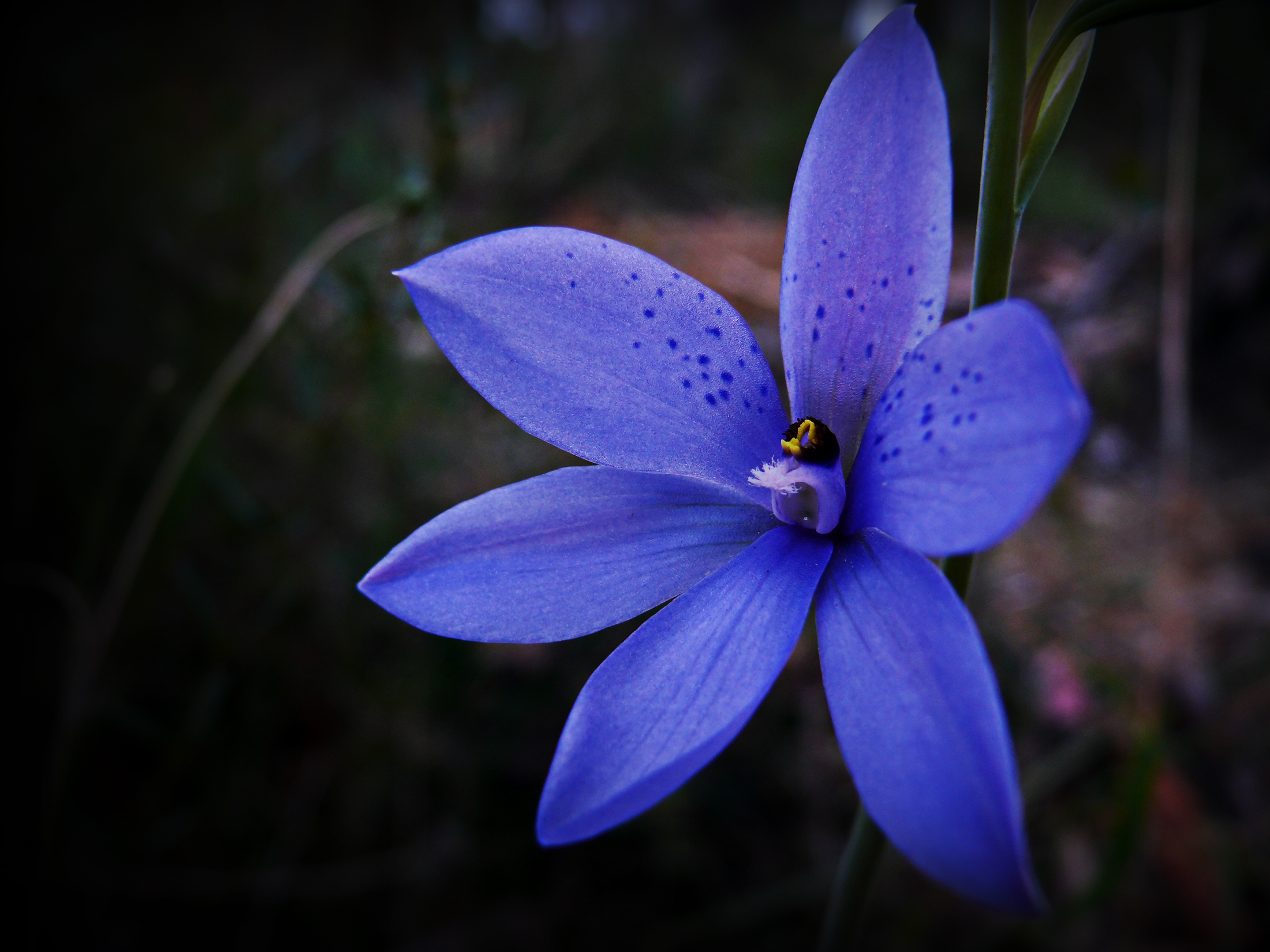
Thelymitra ixioides

- Arthrochilus
- Burnettia
- Caleana
- Calochilus
- Chiloglottis
- Drakaea
- Epiblema
- Leporella
- Lyperanthus
- Megastylis
- Pyrorchis
- Rimacola
- Spiculaea
- Thelymitra
- Waireia